# Гарсия, Алежу
Алежу Гарсия (порт. Aleixo Garcia; ? —  1525, Парагвай) — португальский конкистадор и путешественник. Исследовал территории современных Парагвая и Боливии, а также эстуарий Ла-Плата, состоял на службе у испанской короны.
Алежу Гарсия положил начало длинному ряду сухопутных походов по Южной Америке. В 1524—1525 годах он открыл часть Бразильского плоскогорья и Лаплатской низменности, а также равнину Гран-Чако и Боливийское нагорье. Он также стал первым европейцем, проникшим в Империю инков в 1525 году.

## Деятельность в Южной Америке
Алежу стал первым героем истории поисков владений легендарного Белого царя. Около 1523 года был назначен начальником экспедиции к берегам Южной Америки и потерпел крушение у побережья материка близ 27°30' ю. ш. По другой версии, Гарсиа — один из 18 оставшихся в живых членов экипажа флотилии де Солиса. Он установил дружеские отношения с индейцами гуарани и изучил их язык. Из их уст он и услышал истории о существовании страны Белого царя, находящейся далеко на западе, в горах. По рассказам индейцев, эти земли были богаты серебром и, возможно, даже золотом. Очевидно, под страной Белого царя подразумевалась империя инков, так как сам царь был облачен в длинную белую мантию, что являлось атрибутом инкских правителей.
Гарсиа, веря рассказам, решил завладеть сокровищами богатой страны. Он обладал развитым даром убеждения и в 1524 году возглавил отряд, в который вошло две тысячи воинов гуарани. Гарсиа перевалил Серра-ду-Мар и Серра-Жерал, приподнятую юго-восточную окраину Бразильского плоскогорья, и, пройдя на запад по долине левого притока Параны — р. Игуасу (свыше 1300 км), вышел к его устью, причем открыл грандиозный одноименный водопад. Затем Гарсиа форсировал открытые им реки Парану и Парагвай, впервые пересек центральную часть Ла-Платской низменности, песчано-глинистую равнину Гран-Чако и проник к предгорьям Анд — в область Чуки-Сака (верхнее течение р. Пилькомайо). Длина его маршрута по совершенно неизвестным пространствам Южной Америки составила около 2 тыс. км.
Армия Гарсия разграбила ряд городов и селений инков, уничтожила или разогнала несколько мелких отрядов индейцев чарка, но отступила перед крупными силами противника и благополучно вернулась домой, прихватив огромную добычу. Когда Гарсия начал подбивать «своих» индейцев на другой поход, те отказались. В конце 1525 года Гарсиа, первый исследователь внутренних районов Южно-Американского материка, был убит на берегах Парагвая враждебными индейцами. Они пощадили лишь сына Гарсия, рассказавшего свою одиссею историку Рую Диасу Гусману.